# Тимбоєшть (комуна)
Тимбоєшть, Тимбоєшті (рум. Tâmboești) — комуна у повіті Вранча в Румунії. До складу комуни входять такі села (дані про населення за 2002 рік):
- П'єтроаса
- Педурень (709 осіб)
- Слімнік (843 особи)
- Тимбоєшть (1252 особи) — адміністративний центр комуни
- Трестієнь (209 осіб)

Комуна розташована на відстані 141 км на північний схід від Бухареста, 23 км на південний захід від Фокшан, 76 км на захід від Галаца, 113 км на схід від Брашова.

## Населення
За даними перепису населення 2002 року у комуні проживали 4569 осіб.
Національний склад населення комуни:
| Національність | Кількість осіб | Відсоток |
| -------------- | -------------- | -------- |
| румуни         | 4095           | 89,6%    |
| цигани         | 474            | 10,4%    |

Рідною мовою назвали:
| Мова      | Кількість осіб | Відсоток |
| --------- | -------------- | -------- |
| румунська | 4366           | 95,6%    |
| циганська | 203            | 4,4%     |

Склад населення комуни за віросповіданням:
| Релігія        | Кількість осіб | Відсоток |
| -------------- | -------------- | -------- |
| православні    | 4355           | 95,3%    |
| адвентисти     | 89             | 1,9%     |
| п'ятдесятники  | 87             | 1,9%     |
| старообрядці   | 30             | 0,7%     |
| не релігійні   | 2              | < 0,1%   |
| реформати      | 1              | < 0,1%   |
| греко-католики | 1              | < 0,1%   |
| бретрени       | 1              | < 0,1%   |
| атеїсти        | 1              | < 0,1%   |